# Hinesburg
Hinesburg är en kommun (town) i Chittenden County i delstaten Vermont i USA. Vid folkräkningen år 2000 bodde 4 340 personer på orten. Den har enligt United States Census Bureau en area på totalt 103,9 km², varav 0,8 km² är vatten. 